# Mikhail Korkia
Mikhail Korkia (georgiano: (Kutaisi, 10 de setembro de 1948 - Tallinn, 7 de fevereiro de 2003) foi um basquetebolista georgiano que integrou a Seleção Soviética que conquistou a Medalha de Ouro disputada nos XX Jogos Olímpicos de Verão realizados em 1972 na cidade de Munique, Alemanha Ocidental e a Medalha de Bronze disputada em Montreal em 1976 nos XXI Jogos Olímpicos de Verão.
Mikail Korkia é sobrinho do também medalhista olímpico Otar Korkia.